# 변흥수
변흥수(1989년 8월 1일 ~  )는 대한민국의 가수다. 2014년 령혜 & 스터드 싱글 앨범 [Specially For you]로 데뷔했다.

## 방송
- 스타 오디션 위대한 탄생 2 (2011) - Top137

## 음반
- 얼마나 사랑하면 이럴 수 있을까요 (2017)
- 빛으로 남아 (2018)
- 한낮의 빛처럼 (2020)
- 바래진 우리 (2021)
- 좋겠어 (2023)